# Kosy
Kosy (in russo Косы?) è un singolo della cantante russa Lena Katina, pubblicato il 30 luglio 2018 come secondo estratto dal secondo album in studio Mono.

## Video musicale
Per il brano è stato girato un video musicale pubblicato in Internet nel dicembre del 2018, ma non è stato mai caricato nella sua versione integrale. Nel video, la cantante è seduta insieme a un gruppo di manichini e volge lo sguardo verso una coppia di amanti.

## Tracce
Testi e musiche di Ana Baston, Oleg Čečik e UnorthodoxX.
1. Kosy – 2:54